# 全新大藥房
北京醫保全新大藥房有限責任公司，簡稱醫保大藥房，屬於北藥股份旗下公司的，2002年成立，主要業務銷售化学药品、中成药、中药饮片、医疗器械、保健食品等等。
現時董事長及首席執行官李慶福。2008年，被華潤集團旗下的，華潤醫藥收購。

## 外部連結
- 北京醫保全新大藥房有限責任公司